# Monica Gotta
Monica Gotta ist eine Zellbiologin und Professorin an der Universität Genf.

## Forschung und Habilitation
Sie schloss ihr Master-Studium in Biologie in Turin, Italien ab. Anschliessend absolvierte sie ihr Doktoratsstudium über die Organisation von Chromatin in der Arbeitsgruppe von Susan Gasser am 
Schweizerischen Institut für Experimentelle Krebsforschung (Swiss Institute for Experimental Cancer Research, ISREC) an der École Polytechnique de l’Université de Lausanne (EPFL). Sie erhielt ihren PhD an der Universität Lausanne im Jahre 1997. Ein Jahr später, im Jahr 1998, begann sie die Mitarbeit in der Arbeitsgruppe von Julie Ahringer am Welcome CR/UK Gurdon Institute an der Universität Cambridge. Hier forschte sie über Mechanismen der Zell-Polarisation und mitotischer Spindelpositionierung während der asymmetrischen Zellteilung in Caenorhabditis elegans Embryonen. Im Jahr 2002 kehrte sie im Rahmen einer Assistenzprofessur des Schweizer Nationalfonds (SNF) am Institut für Biochemie der Eidgenössischen Technischen Hochschule (ETH) Zürich in die Schweiz zurück. Im Jahr 2008 wurde sie Assoziierte Professorin an der Medizinischen Fakultät der Universität Genf und erhielt 2014 die Ordentliche Professur.

## Forschungsschwerpunkt
Mit ihrer Forschung sucht Monica Gotta Antworten auf folgende Fragen:
1) Welche molekularen und biophysikalischen Mechanismen steuern die asymmetrische Zellteilung?
und
2) Wie beeinflusst Umweltstress die Zellteilung?
Kurz: Wie entwickelt sich aus einer befruchteten Eizelle ein komplexer Organismus?
Um diesen Fragen auf den Grund zu gehen, nutzen Monica Gotta und ihre Arbeitsgruppe verschiedene Methoden aus der Biochemie, Genetik und chemischen Biologie sowie mathematische Modelle und Imaging.

## Mitarbeit im Schweizer Nationalfonds
Monica Gotta ist seit Jahren aktives Mitglied verschiedener Gremien im Schweizer Nationalfonds: sie wirkt im Forschungsrat Biologie und Medizin, im Forschungsrat Karriere, im Evaluationsgremium – Abteilung Biologie und Medizin und ist Ko-Vorsitzende im Evaluationsgremium SNSF StG Panel IIIA.

## Engagement
Monica Gotta ist zudem bekannt für ihr Engagement für Frauen in der Forschung und Naturwissenschaften. Seit 2010 setzt sie sich als Verantwortliche des Equal Opportunity teams des Nationalen Forschungsschwerpunktes (NFS) "Chemische Biologie", einer Gruppe des Schweizer Nationalfonds, ein für die Förderung wissenschaftlicher Karrieren und Chancengleichheit. Seit 2018 organisiert sie monatlich stattfindende "Lunch"-Treffen für weibliche Principal Investigators (PI) und Forschungsgruppenleiterinnen in Medizin und den Naturwissenschaften.

## Würdigungen
Im Juni 2023 wurde ihr die Ehrenmitgliedschaft der Europäischen Organisation for Molekularbiologie (European Molecular Biology Organisation) verliehen.